# Сенькино (Ступинский район)
Сенькино — деревня в Ступинском районе Московской области России в составе городского поселения Ступино (до 2006 года входила в Городищенский сельский округ). На 2016 год в Сенькине одна улица — Комаревская и переулок Хочёмка. В начале XIX века в тогда ещё сельце Сенькино располагалась имение декабриста Михаила Лунина (на 1912 год — помещицы М. М. Луниной).
Сенькино расположено на юго-востоке района, на правом берегу реки Хочёмки, высота центра деревни над уровнем моря — 177 м. Ближайшие населённые пункты: Каменка — через реку на востоке и Ольхово в 1,3 км на север.

## Население
| 2002 | 2006 | 2010 |
| ---- | ---- | ---- |
| 6    | ↘0   | ↗3   |